# Gracie Gold
Grace Elizabeth Gold, detta Gracie (Newton, 17 agosto 1995), è una pattinatrice artistica su ghiaccio statunitense.

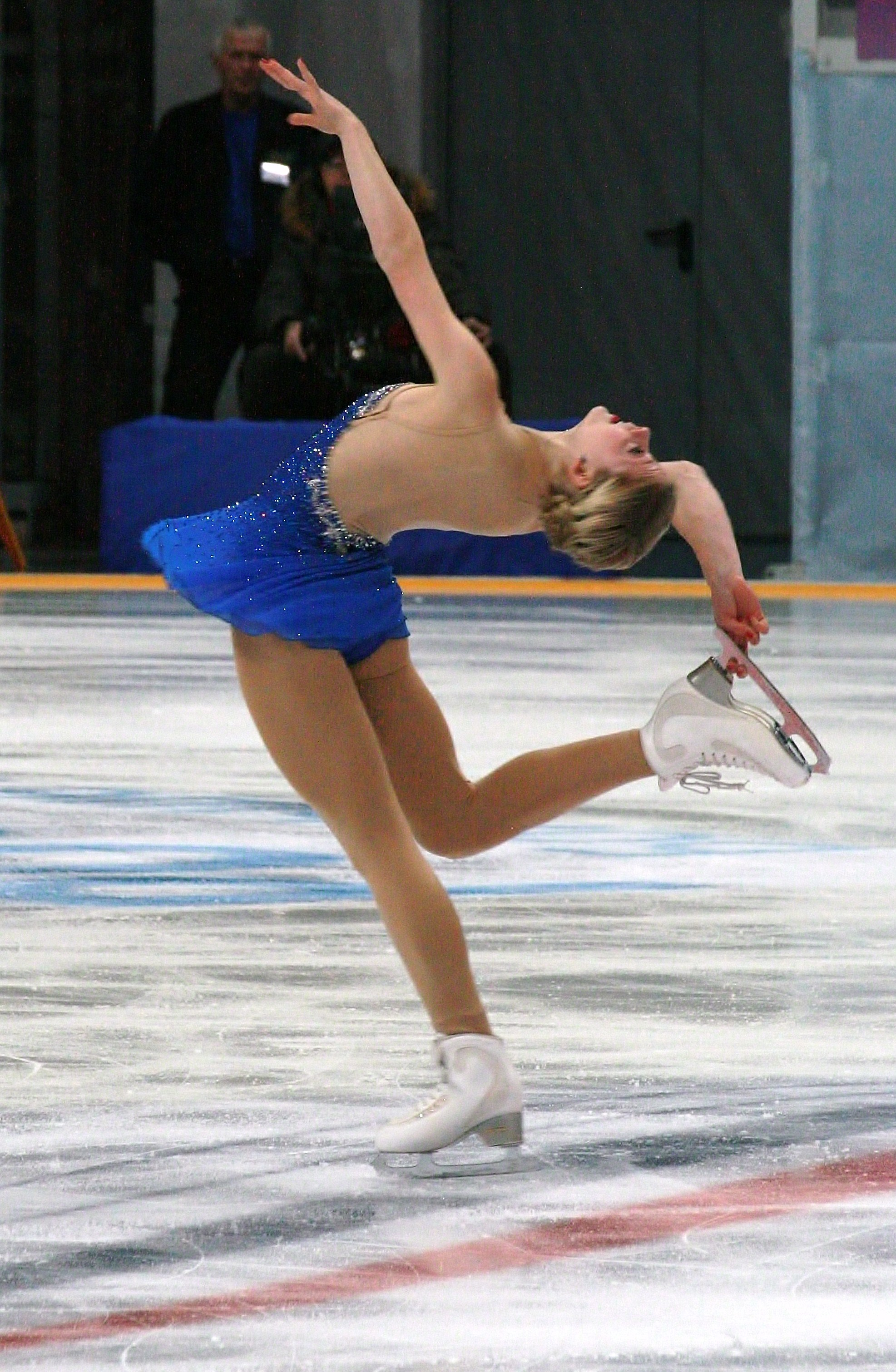
Gracie Gold nel 2012 partecipante ai Rostelecom Cup

Ha vinto la medaglia d'argento ai Campionati del Mondo Junior del 2012 e la medaglia d'oro ai Campionati Nazionali degli Stati Uniti D'America nel 2014 e nel 2016.
Alle Olimpiadi Invernali di Sochi 2014 ha vinto la medaglia di bronzo nella gara a squadre ed ha ottenuto il quarto posto nel singolo donne.
Il suo più alto riconoscimento ai Campionati del Mondo in categoria Senior è il quarto posto, ottenuto consecutivamente nel 2015 e nel 2016. 

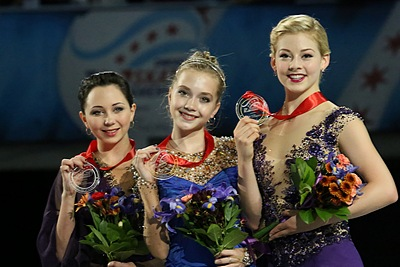
Gracie Gold a Skate America 2014 con Elizaveta Tuktamysheva (a sinistra) e Elena Radionova (al centro).

## Vita personale
Gracie è cresciuta a Springfield, Missouri, prima di trasferirsi a Springfield, Illinois ed ha una sorella gemella, Carly, che ha debuttato ai Campionati Nazionali Statunitensi nel 2016, vincendo precedentemente i Pacific Coast Sectional e i Southwest Pacific (campionati regionali). Ai Campionati Nazionali ha ottenuto il 19º posto. Carly ha annunciato il suo ritiro dal pattinaggio nell'estate stessa dicendo di aver ormai raggiunto il suo obiettivo di pattinaggio e di voler seguire la sua passione per la fotografia. Ha iniziato a frequentare Marymount University of California nell'autunno del 2016.
Gracie è nata 40 minuti dopo la sorella gemella Carly. Sono molto legate l'un l'altra.

## Carriera

### Stagione 2011-12
Gracie ha fatto il suo debutto internazionale al Gran Prix Junior a Tallinn, in Estonia, vincendo. 
Poi si è qualificata per i campionati degli Stati Uniti del 2012 a livello Junior, dove ha vinto sia il programma breve che quello lungo, vincendo così l'oro. Il suo totale di 178.92 punti è stato il record della sua categoria ai Campionati degli Stati Uniti. 
Ha poi partecipato ai Campionati del Mondo Junior 2012 a Minsk, Bielorussia. Gracie qui ha vinto la medaglia d'argento.

### Stagione 2012-13
Gracie è arrivata settima al suo debutto al Grand Prix nel 2012 (Skate Canada). 
Ha poi lavorato con uno psicologo dello sport per affinare i suoi programmi. 
Al suo secondo appuntamento, la Rostelecom Cup 2012, ha vinto la medaglia d'argento. 
Ai Campionati Nazionali Statunitensi del 2013, la Gold ottiene il nono posto nel programma corto e il primo nel programma libero, vincendo la medaglia d'argento nel complesso con un punteggio di 186.57 punti. 
È stata chiamata per competere ai Four Continents 2013, dove ha concluso al sesto posto. 
Ai Campionati del Mondo 2013, ha ottenuto il nono posto nel programma corto e il quinto nel programma libero, concludendo al sesto posto con un nuovo miglior punteggio totale personale di 184.25 punti.
Al 2013 Trophy World Team a Tokyo, Gracie ha ottenuto il terzo posto nel programma corto e il terzo nel programma libero, concludendo terza in classifica generale, con un nuovo miglior punteggio totale personale di 188.03 punti. 
Il Team USA ha vinto l'oro a squadre per la seconda volta dal 2009.
Nel luglio 2013, Gracie è diventata un'ambasciatrice di Pandora. 

### Stagione 2013-14
Dopo la separazione con l'allenatore Alex Ourashiev alla fine dell'agosto del 2013, la Gold si è allenata con Marina Zueva e Oleg Epstein a Canton, Michigan, mentre era alla ricerca di un nuovo allenatore permanente. Così si è recata in California per un provino di una settimana con Frank Carroll al Toyota Center Sport a El Segundo. Il 25 settembre 2013, è stato annunciato che Carroll sarebbe stato il suo nuovo allenatore permanente. 
Per il Grand Prix ISU, Gracie ha gareggiato al 2013 Skate Canada, vincendo la medaglia di bronzo. Al NHK Trophy del 2013, ha concluso quarta. Gracie è stato il terzo supplente per la finale del Gran Prix.
Ai campionati Nazionali del 2014 degli Stati Uniti, Gracie si è piazzata al primo posto nel programma corto con 72,12 punti, il più alto punteggio fino a quel momento guadagnato ai Campionati degli Stati Uniti nel singolo donne. Ha continuato a vincere nel programma libero con un altro punteggio record di 139.57, assicurandosi così il suo primo titolo nazionale. È stata chiamata per far parte della squadra statunitense per le Olimpiadi invernali del 2014 a Sochi, in Russia. Ha vinto una medaglia di bronzo nella gara a squadre olimpica ed ha concluso il singolo donne in quarta posizione con un punteggio finale di 205.53 punti. Gracie ai Campionati del Mondo 2014 a Saitama, in Giappone, si è collocata al quinto posto assoluto. 
Alla fine della stagione, si è esibita a Stars On Ice. 

### Stagione 2014-15
Gracie ha iniziato la sua stagione al 2014 Nebelhorn Trophy, un evento "ISU Challenger Series", dove ha vinto la medaglia di bronzo dietro le russe Elizaveta Tuktamyševa e Alëna Leonova. 
Per il Gran Prix ISU di questa stagione, alla Gold sono stati assegnati Skate America 2014 e NHK Trophy 2014. Ha vinto il bronzo a Skate America e l'oro al Trofeo NHK, vincendo per la prima volta un evento del Gran Prix, la prima volta in cui una donna americana ha vinto l'evento. 
Si è qualificata per il suo primo Gran Premio finale, ma si è ritirata il 4 dicembre 2014, a causa di una frattura da stress al piede sinistro. 

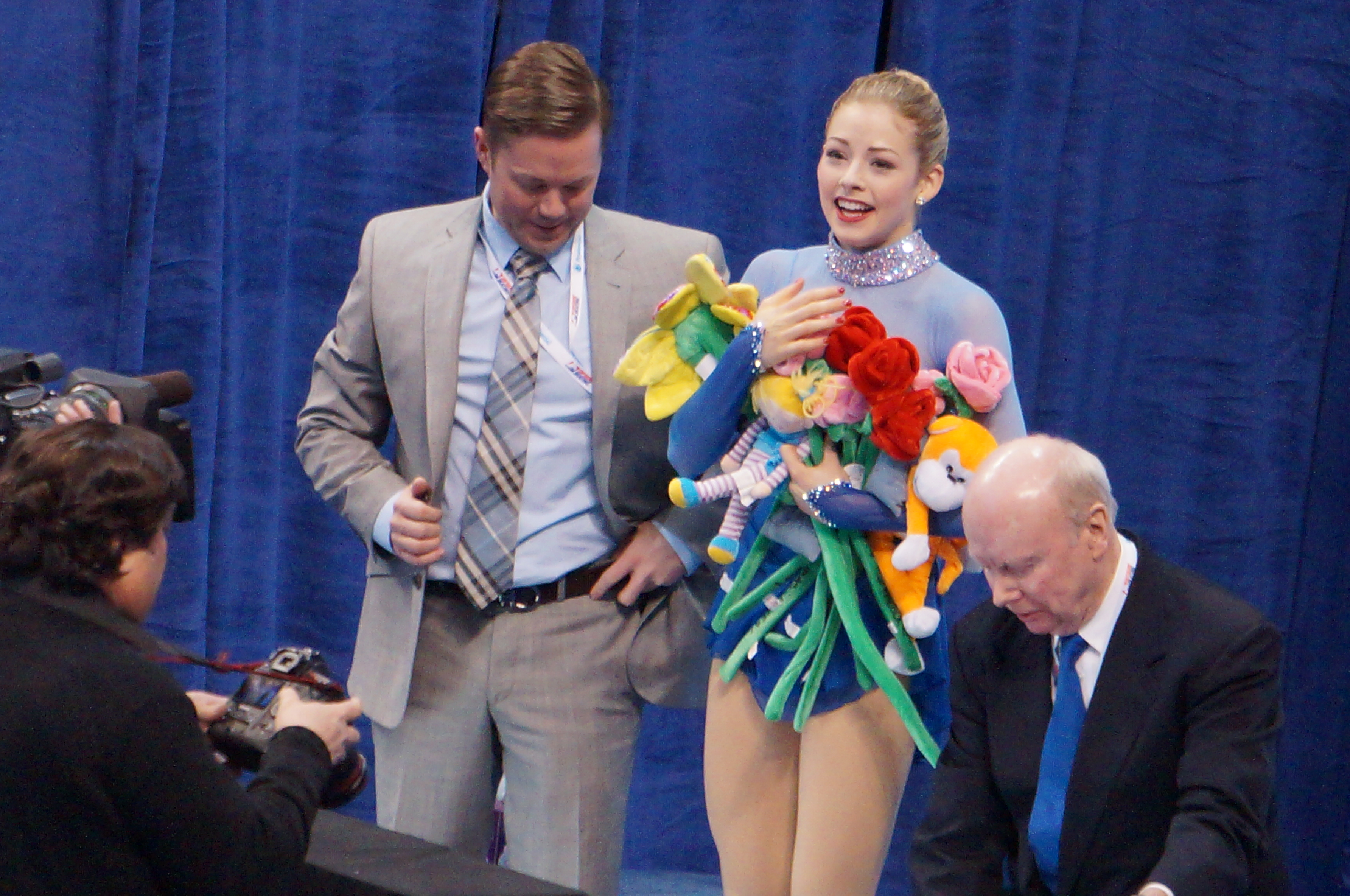
Gracie Gold con Frank Carroll ai Campionati Nazionali Statunitensi nel 2014.

Gold ha vinto l'argento ai campionati Nazionali del 2015 degli Stati Uniti con un punteggio di 205,54, seconda in entrambi i programmi. Al 2015 Four Continents, Gracie ha ottenuto il secondo posto nel programma corto con un punteggio di 62.67, ma il quinto nel programma libero con un punteggio di 113.91, finendo quarta con un punteggio di 176.58.
Ai Campionati del Mondo 2015, ottiene l'ottavo posto nel programma corto con un punteggio di 60.73, il suo punteggio più basso della stagione. Nel programma libero Gracie ottiene un punteggio di 128.23, concludendo quarta, il suo più alto posizionamento in un campionato del mondo fino ad ora.
Gold ha gareggiato su Team USA al 2015 Trophy World Team. Prima nel programma corto con un punteggio di 71,26, il punteggio più alto mai registrato per una donna americana in un evento ISU. Tuttavia ha ottenuto il quinto posto nel programma libero. Nel complesso, il Team USA si è trovato al primo posto.

### Stagione 2015-16

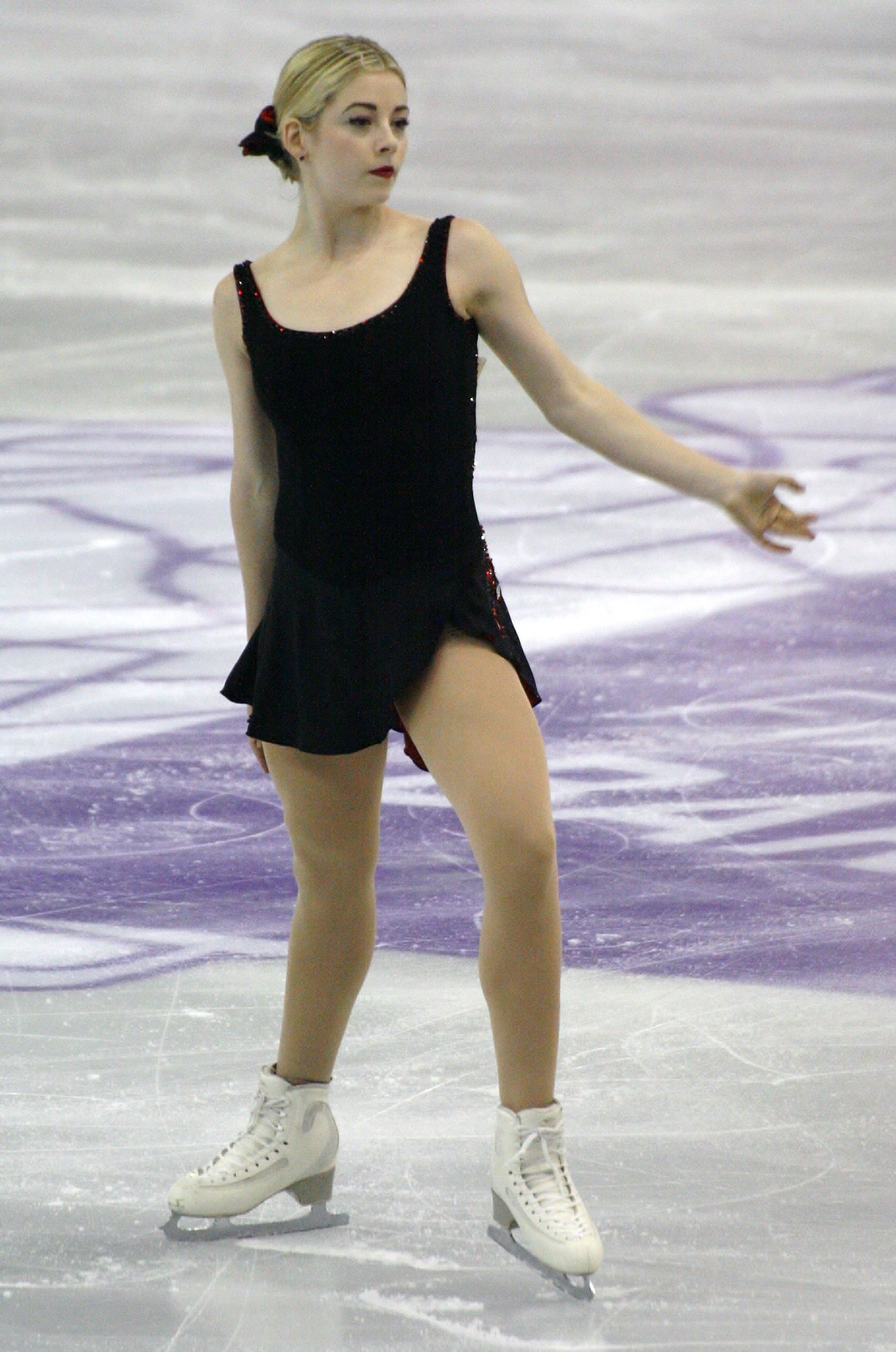
Gracie Gold alla Finale del Gran Prix del 2015, esibendosi sulle note de "El Choclo" di Angel Villoldo (il suo short program della stagione)

Le assegnazioni di Gracie per il Grand Prix Series sono stati 2015 Skate America e il 2015 Trophée Eric Bompard. La Gold ha vinto la medaglia d'argento a Skate America, alle spalle della Russia Evgenia Medvedeva. Ha poi continuato la sua stagione al primo posto nel programma corto al Trophée di Eric Bompard, con un punteggio di 73.32. Purtroppo, l'evento è stato annullato il 14 novembre a causa dello stato di emergenza in Francia. Il 23 novembre, l'ISU ha annunciato che i programmi brevi sarebbero stati i piazzamenti finali. Gracie si è classificata quinta alla Finale del Gran Prix a Barcellona.
Il 23 gennaio, Gracie ha guadagnato il suo secondo titolo nazionale ai campionati del 2016 degli Stati Uniti a Saint Paul, Minnesota. 
Ottenne il quarto posto durante i Four Continents 2016 a Taipei, Taiwan.
Gracie ha continuato a competere ai Mondiali del 2016 a Boston, dove si è piazzata prima nel programma corto con un punteggio di 76.43, il punteggio più alto di un programma corto mai registrato da una donna americana. Purtroppo si è piazzata sesta nel libero ed è scesa al quarto posto nella classifica finale. 

### Stagione 2016-2017
Per questa stagione del Gran Prix ISU a Gracie sono state assegnate lo Skate America e il Trophée de France. 
La Gold ha iniziato la sua stagione al 2016 Japan Open, una competizione a squadre. Nel freeskate, ha guadagnato un punteggio di 108.24, e ha contribuito il Team del Nord America a vincere la medaglia di bronzo. 
Al 2016 Skate America Gracie guadagna il terzo posto nel programma corto con un punteggio di 64.87 dietro l'americana Ashley Wagner e la giapponese Mai Mihara. Nel free skate è scesa al 5 ° assoluto, con un punteggio totale di 184,22. 
Gracie ha affermato di aver voluto vivere un'estate più "normale" e di non essere nella sua forma fisica migliore.
Le sue lotte hanno continuato al Trophée de France, con un 54.87 per il programma corto. Nel programma libero è caduta due volte ottendendo un punteggio di 111.02, e un totale di 165.89, piazzandosi ottava. Questo è stato il peggior risultato in un Gran Prix della sua carriera fino ad oggi. 
Ai campionati Statunitensi si è classificata sesta e non si è quindi qualificata per i Quattro Continenti e i Mondiali 2017.
Dopo i Nazionali Gracie ha concluso il rapporto con l'allenatore Frank Caroll e si è trasferita in Michigan. Ora è seguita da Oleg Epstein e Marina Zoueva.

## Stagione 2018-2019
Dopo la pausa di un anno a causa di disturbi alimentari che hanno colpito l’atleta sin dal 2017, Gracie ha ripreso a gareggiare alla Rostelecom Cup 2018 dove si è piazzata decima qualificandosi di conseguenza al programma libero al quale, tuttavia, non ha partecipato a causa di un momento di instabilità dopo il deludente risultato nel programma corto.

## Palmarès
GP: Grand Prix; CS: Challenger Series; JGP: Junior Grand Prix
| Internazionali | Internazionali | Internazionali | Internazionali | Internazionali | Internazionali | Internazionali | Internazionali | Internazionali | Internazionali | Internazionali | Internazionali | Internazionali | Internazionali |
| Evento | 2010–11        | 2011–12        | 2012–13        | 2013–14        | 2014–15        | 2015–16        | 2016–17        | 2017–18        | 2018–19        | 2019–20        | 2020–21        | 2021–22        | 2022–23        |
| --- | -------------- | -------------- | -------------- | -------------- | -------------- | -------------- | -------------- | -------------- | -------------- | -------------- | -------------- | -------------- | -------------- |
| Giochi olimpici invernali |                |                |                | 4°             |                |                |                |                |                |                |                |                |                |
| Campionati mondiali |                |                | 6°             | 5°             | 4°             | 4°             |                |                |                |                |                |                |                |
| Campionati dei Quattro continenti |                |                | 6°             |                | 4°             | 5°             |                |                |                |                |                |                |                |
| GP Finale |                |                |                |                | R              | 5°             |                |                |                |                |                |                |                |
| GP Skate America |                |                |                |                | 3°             | 2°             | 5°             |                |                |                | 12°            |                | 6°             |
| GP Skate Canada |                |                | 7°             | 3°             |                |                |                |                |                |                |                |                |                |
| GP Cup of China |                |                |                |                |                |                |                | R              |                |                |                |                |                |
| GP Trophée Eric Bompard |                |                |                |                |                | 1°             | 8°             | R              |                |                |                |                |                |
| GP Rostelecom Cup |                |                | 2°             |                |                |                |                |                | R              |                |                |                |                |
| GP NHK Trophy |                |                |                | 4°             | 1°             |                |                |                |                |                |                |                |                |
| CS Golden Spin |                |                |                |                |                |                | 6°             |                |                |                |                |                |                |
| CS Ice Challenge |                |                |                |                |                |                |                |                |                |                |                |                | 9°             |
| CS Nebelhorn Trophy |                |                |                |                | 3°             |                |                |                |                |                |                |                | 12°            |
| Cranberry Cup |                |                |                |                |                |                |                |                |                |                |                | 13°            |                |
| Philadelphia International |                |                |                |                |                |                |                |                |                |                |                |                | 3°             |
| U.S. Classic |                |                | 2°             | 2°             |                |                |                |                |                |                |                |                |                |
| Internazionali: Junior |                |                |                |                |                |                |                |                |                |                |                |                |                |
| Campionati mondiali |                | 2°             |                |                |                |                |                |                |                |                |                |                |                |
| JGP Estonia |                | 1°             |                |                |                |                |                |                |                |                |                |                |                |
| Nazionali |                |                |                |                |                |                |                |                |                |                |                |                |                |
| Campionati statunitensi |                | 1° J           | 2°             | 1°             | 2°             | 1°             | 6°             | R              | R              | 12°            | 13°            | 10°            | 8°             |
| Eventi a squadre |                |                |                |                |                |                |                |                |                |                |                |                |                |
| Giochi olimpici invernali |                |                |                | 3° S 2° P      |                |                |                |                |                |                |                |                |                |
| World Team Trophy |                | 2° S 5° P      | 1° S 3° P      |                | 1° S 3° P      |                |                |                |                |                |                |                |                |
| Japan Open |                |                |                |                |                | 2° S 6° P      | 3° S 6° P      | R              |                |                |                |                |                |
| Team Challenge Cup |                |                |                |                | 1° S 4° P      |                |                |                |                |                |                |                |                |
| A = Assegnata; R = Ritirata; J = Junior S = Risultato della squadra; P = Risultato personale. Medaglie assegnate solo per il risultato della squadra. |                |                |                |                |                |                |                |                |                |                |                |                |                |